# Sökkwabeck
Sökkwabeck (altnord.: Sǫkkvabekkr „gesunkene Bank“?) ist in der nordischen Mythologie einer der Götterpaläste in Asgard und der Wohnsitz der Göttin Saga. Er wird von kalten Wassern umrauscht. Odin und Saga treffen sich hier täglich und trinken aus goldenen Gefäßen.

„Sökkwabeck heißt die vierte, kühle Flut

Überrauscht sie immer;

Odin und Saga trinken alle Tage

Da selig aus goldnen Schalen.“